# 伊利舍夫斯基區
55°27′N 54°19′E / 55.450°N 54.317°E
伊利舍夫斯基區（俄语：Илишевский район），是俄羅斯的一個區，位於該國西南部，由巴什科爾托斯坦共和國負責管轄，始建於1935年1月31日，面積1,981平方公里，2010年人口34,654，人口密度每平方公里17.5人。